# روستوف أرينا
ملعب روستوف نا دونو  (بالإنجليزية: Rostov-on-Don Stadium)‏ هو ملعب كرة قدم يقع بمدينة روستوف-نا-دونو في روسيا، وهو الملعب الرئيسي لنادي روستوف. و يصل طاقة الملعب الاستيعابية إلى 45,000 متفرج.
استضاف الملعب منافسات منها كأس العالم لكرة القدم 2018.